# Gare de Høybråten
La gare de Høybråten est une gare ferroviaire de la ligne Hovedbanen en Norvège.

## Situation ferroviaire
La gare, mise en service le 20 octobre 1921, se situe à 13,09 km de la gare centrale d'Oslo et à une altitude de 154,6 m.

## Histoire
La gare compte parmi les premières à avoir été construite sur la demande de syndicats. La première demande fut déposée en 1906, mais il faudra attendre 1918 pour qu'enfin la décision soit prise après maints refus. La commune (d'Aker à l'époque) exigea que les habitants versent une contribution de 7000 NOK, dont 1000 furent données par les syndicats.
De juillet à octobre 1920, en attendant que la gare soit ouverte, il fut mis en place une halte ferroviaire appelée Stig.
La gare est officiellement ouverte le 20 octobre 1921.
De 1928 à la fin des années 1940, la gare a servi à l'acheminement du courrier.
Les machines à vapeur mettaient à l'époque 40 min pour relier Høybråten à Kristiania, alors qu'il ne faut plus aujourd'hui que 15 min.
Aujourd'hui la gare est restée telle qu'elle fut construite. Inhabitée depuis 1988 et après négociations avec la NSB et des travaux de remise en état en 1994, la gare est devenue une maison des associations. En 1921 il avait été construit une passerelle en bois qui en 1994 a été remplacée par une passerelle plus moderne.

## Service des voyageurs

### Accueil
La gare est équipée d'un parking de 24 places et d'un parc à vélo couvert. Elle n'a ni salle d'attente ni guichet mais des automates et des aubettes.

### Desserte
La gare est desservie par des trains locaux en direction de Spikkestad et de Lillestrøm.